# Awka
Awka   este un oraș  în partea de sud a Nigeriei. Este reședința  statului  Anambra.